# Okręg Sissach
Okręg Sissach (niem. Bezirk Sissach) – okręg w Szwajcarii, w kantonie Bazylea-Okręg, o pow. ok. 141 km², zamieszkały przez ok. 36 tys. osób. Siedzibą okręgu jest miejscowość Sissach. 

## Podział administracyjny
W skład okręgu wchodzi 29 gmin (Einwohnergemeinde):
1. Anwil
2. Böckten
3. Buckten
4. Buus
5. Diepflingen
6. Gelterkinden
7. Häfelfingen
8. Hemmiken
9. Itingen
10. Känerkinden
11. Kilchberg
12. Läufelfingen
13. Maisprach
14. Nusshof
15. Oltingen
16. Ormalingen
17. Rickenbach
18. Rothenfluh
19. Rümlingen
20. Rünenberg
21. Sissach
22. Tecknau
23. Tenniken
24. Thürnen
25. Wenslingen
26. Wintersingen
27. Wittinsburg
28. Zeglingen
29. Zunzgen